# Iconclass
Iconclass es un sistema de clasificación especializado en iconografía.
Se trata del sistema de clasificación de documentos visuales más ampliamente aceptado por museos e historiadores del arte de todo el mundo.
Originalmente fue desarrollado por Henri Van de Waal (1910-1972), profesor de Historia del Arte en la Universidad de Leiden.

El sistema presenta la definición de 28.000 términos ordenados jerárquicamente distribuidos en diez categorías principales: 0 Abstracción; 1 Religión y Magia; 2 Naturaleza; 3 Ser humano, Hombre en general; 4 Sociedad, Civilización, Cultura; 5 Ideas abstractas y conceptos; 6 Historia; 7 Biblia; 8 Literatura; 9 Mitología clásica e Historia Antigua.
Cada término va acompañado de un código alfanumérico y de una definición. Según aumenta el nivel de especificidad de cada categoría se añaden decimales.
Iconclass también presenta un índice alfabético con 14.000 palabras claves y una bibliografía de 40.000 referencias sobre temas iconográficos.
El vocabulario, disponible como LOD, 
es actualmente mantenido por el Rijksbureau voor Kunsthistorische Documentatie (Instituto Holandés de Historia del Arte).